# Cação-figuinho
Rhizoprionodon porosus, conhecido popurlamente como cação-frango, cação-figuinho e cação-rabo-seco, é uma espécie de tubarão da família Carcharhinidae. São comuns e inofensivos. Tem o corpo alongado, focinho muito longo. Os seus sulcos labiais são muito desenvolvidos no canto de ambos maxilares. A sua segunda nadadeira dorsal tem origem à frente do centro da anal. Já a peitoral chega ao centro da base da primeira dorsal, quando deprimida no corpo. Dentes lisos, sem serrilhas, alargados e voltados para trás.
Coloração marrom-acinzentada, com reflexos dourados na região superior. Branco inferiormente. Dorsais e caudal com margens enegrecidas. Atinge até 1 m de comprimento. A sua carne é relativamente comum no mercado comercial, até por ser um peixe muito abundante, sendo consumido salgado ou congelado.

## Habitat
Costeiros, desde estuários, baías, praias e mesmo rios, até a beira da plataforma continental, além de 500 metros de profundidade associados ao fundo. Pode ser encontrado no litoral das Bahamas até o sul do Uruguai. Existe uma incerteza taxonômica se a espécie Rhizoprionodon terraenovae se trata de uma espécie a parte ou se é uma subespécie encontrada mais ao sul, necessitando que haja mais estudos para se ter certeza.

## Hábitos
Formam cardumes pouco numerosos. No verão são mais comuns em águas rasas, migrando para o fundo no inverno.

## Alimentação
Comem camarões, moluscos e peixes pequenos.

## Reprodução
Vivíparos, os filhotes, de 2 a 6, nascem com 31 a 39 cm de comprimento.

## Ameaças
Poluição e pesca predatória.